# Лісова мухарка
Лісова мухарка (Fraseria) — рід горобцеподібних птахів родини мухоловкових (Muscicapidae). Представники цього роду мешкають в Африці на південь від Сахари.

## Види
Виділяють два види:
- Мухарка лісова (Fraseria ocreata)
- Мухарка білоброва (Fraseria cinerascens)

## Етимологія
Рід був названий на честь англійського зоолога Луїса Фрейзера